# Michael Laudrup
Michael Laudrup (* 15. června 1964 Frederiksberg) je dánský fotbalista a fotbalový trenér. Bratr Briana Laudrupa.

## Fotbalová kariéra
Dánsko reprezentoval ve 104 zápasech a dal v nich 37 branek, unikl mu však titul mistra Evropy, který Dánové vybojovali roku 1992 – to proto, že se roku 1990 vzdal reprezentace kvůli sporům s trenérem Richardem Møllerem Nielsenem (do národního týmu se vrátil až roku 1993). Některé hlasy však tehdy hovořily o tom, že se bál velké ostudy, kterou pro Dánsko na ME 92´očekával. Po vyloučení Jugoslávie kvůli občanské válce bylo totiž Dánsko nominováno jako náhradník. Většina reprezentantů však byla již na dovolené a netrénovala. Odmítl z tohoto důvodu jet. Tvrdil, že to bude trapas. Jsou to ale jen dohady. Roku 1984 získal bronzovou medaili na mistrovství Evropy ve Francii.
S FC Barcelona získal v sezóně 1991/92 Pohár mistrů evropských zemí a následně Superpohár. Pětkrát vyhrál španělskou ligu, čtyřikrát s Barcelonou (1991, 1992, 1993, 1994), jednou s Realem Madrid (1995). Jednou se stal mistrem Itálie (s Juventusem roku 1986) a jednou Nizozemska (s Ajaxem roku 1998). S Juventusem získal roku 1985 Interkontinentální pohár.
Po skončení hráčské kariéry se stal trenérem, s Brøndby Kodaň vybojoval titul dánského mistra (2005), dvakrát dánský fotbalový pohár (2003, 2005) a jednou dánský superpohár (2002). Se Swansea City získal anglický ligový pohár (2013).

## Ocenění
Pelé ho roku 2004 zařadil mezi 125 nejlepších žijících fotbalistů. Roku 2006 byl vyhlášen nejlepším fotbalistou Dánska všech dob. V anketě Zlatý míč, která hledala nejlepšího fotbalistu Evropy, se roku 1985 umístil na čtvrtém místě, roku 1993 na pátém. Dvakrát byl v Dánsku vyhlášen fotbalistou roku (1982, 1985). Figuruje na seznamu UEFA Jubilee 52 Golden Players.

## Působení v klubech

### Hráčská kariéra
- 1981–1982: Kjøbenhavns Boldklub
- 1982–1983: Brøndby IF
- 1983–1985: SS Lazio
- 1985–1989: Juventus FC
- 1989–1994: FC Barcelona
- 1994–1996: Real Madrid
- 1996–1997: Vissel Kobe
- 1997–1998: AFC Ajax

### Trenérská kariéra
- 2002–2006: Brøndby IF
- 2007–2008: Getafe CF
- 2008–2009: FK Spartak Moskva
- 2010–2011: RCD Mallorca
- 2012–2014: Swansea City AFC
- 2014–2015: Lekhwiya SC (Katar)[6]